# Hamiet Bluiett

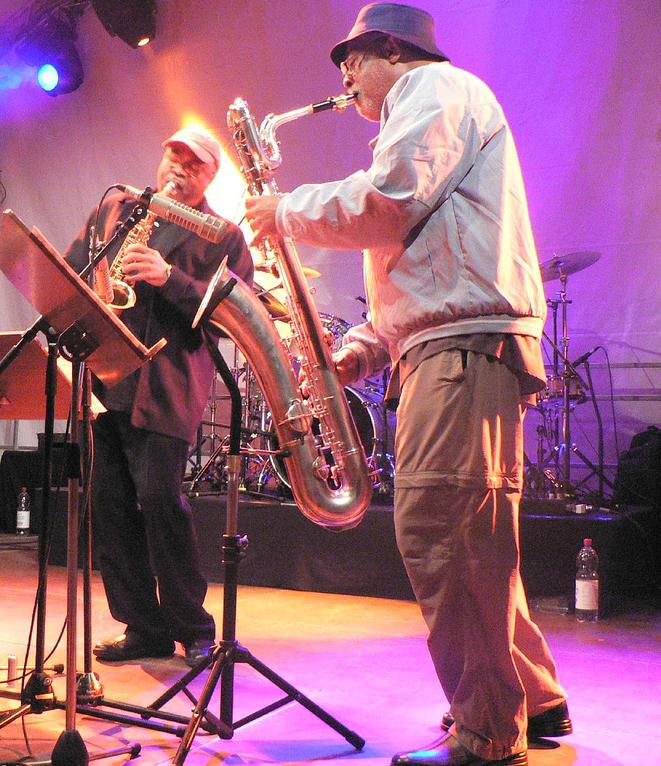
Hamiet Bluiett (2007), mit Oliver Lake (links)

Hamiet Bluiett (* 16. September 1940 in Brooklyn, Illinois; † 4. Oktober 2018 in St. Louis) war ein US-amerikanischer Jazzmusiker (Baritonsaxophon, Altklarinette, Flöte).

## Leben und Wirken
Bluiett wuchs in der Nähe von East St. Louis auf und lernte Flöte und Klarinette, bevor er ans Baritonsaxophon wechselte. Gegen Ende seiner Militärzeit bei der Marine kam es zu einer ersten Plattenproduktion mit der lokalen Band Leo’s Five um den Sänger und Nachtclubbesitzer Leo Gooden. Anschließend zog er nach St. Louis, wo er sich der Black Artists Group anschloss und deren Bigband leitete. 1969 zog er nach New York City, um mit Sam Rivers, mit dem Thad Jones/Mel Lewis Orchestra und mit Charles Mingus (Mingus at Carnegie Hall) zu arbeiten. Anschließend gründete er ein Quartett mit Don Pullen, Fred Hopkins, Billy Hart und Don Moye. 1974 spielte er mit Anthony Braxton sowie den Black Artists Group-Kollegen Julius Hemphill und Oliver Lake eine Komposition für vier Saxophone von Braxton. Dieses Ensemble bildete das Vorbild für das World Saxophone Quartet, das 1977 gegründet wurde und dem er bis Ende der 2000er-Jahre angehörte. Mit den eigenen Gruppen, die er daneben organisierte, bewegte Bluiett sich zumeist zwischen Blues, Gospel und Avantgarde Jazz. Er arbeitete auch mit Babatunde Olatunji, Abdullah Ibrahim, D. D. Jackson (Paired Down, 1997), Stevie Wonder und Marvin Gaye.
2002 kehrte er in seine Geburtsstadt Brooklyn zurück, um von 2012 bis 2014 noch einmal zwei Jahre in New York City zu verbringen, bis gesundheitliche Probleme einsetzten.

## Diskographie (Auswahl)
- 1976 – Endangered Species (India Navigation)
- 1977 – Live in New York City (India Navigation)
- 1979 – Im/possible to Keep (India Navigation)
- 1987 – The Clarinet Family (Black Saint)
- 1991 – If You Have To Ask...You Don't Need To Know (Tutu)
- 1996 – Bluiett's Barbecue Band (Mapleshade)
- 1998 – Bluiett Baritone Saxophone Group. Live at the Knitting Factory (Knitting Factory)
- 1998 – Bluiett Baritone Nation. Libation for the Baritone Saxophone Nation (Justin Time)
- 2002 – Blueblack – mit James Carter, Patience Higgins und Alex Harding, unter anderem werden fünf Kompositionen von Coleridge-Taylor Perkinson gespielt.

## Lexigraphischer Eintrag
- Ian Carr, Digby Fairweather, Brian Priestley: Rough Guide Jazz. Der ultimative Führer zur Jazzmusik. 1700 Künstler und Bands von den Anfängen bis heute. Metzler, Stuttgart/Weimar 1999, ISBN 3-476-01584-X.